# Rilly-sur-Aisne

Rilly-sur-Aisne este o comună în departamentul Ardennes din nordul Franței. În 1 ianuarie 2022 avea o populație de 124 de locuitori.